# 一点血
一点血（学名：Begonia wilsonii）为秋海棠科秋海棠属的植物，为中国的特有植物。分布在中国大陆的四川等地，生长于海拔700米至1,950米的地区，多生在沟边石壁上、山坡密林下以及山坡阴处岩石上，目前已由人工引种栽培。

## 别名
一点血秋海棠（中国高等植物图鉴）